# Saint-Martin-du-Bec
Saint-Martin-du-Bec település Franciaországban, Seine-Maritime megyében. Lakosainak száma 650 fő (2022. január 1.). Saint-Martin-du-Bec Gonneville-la-Mallet, Mannevillette, Notre-Dame-du-Bec, Rolleville, Saint-Jouin-Bruneval és Turretot községekkel határos.

## Népesség
A település népessége az elmúlt években az alábbi módon változott:
| Lakosok száma | 559  | 591  | 629  | 609  | 613  | 629  | 637  | 643  | 650  |
|               | 2013 | 2015 | 2016 | 2017 | 2018 | 2019 | 2020 | 2021 | 2022 |